# Battaglia di Thala
La battaglia di Thala è uno dei tanti conflitti avvenuti durante la Guerra giugurtina del 111 - 104 a.C. tra la Repubblica romana e Giugurta della Numidia, un regno sulla costa nordafricana che si avvicinava alla attuale Algeria. Le forze militari romane riuscirono a sconfiggere il re numidio Giugurta nella Battaglia di Thala.